# Bamboo (voi)
Bamboo là một con voi châu Á sinh sống tại Công viên - Sở thú Woodland ở Seattle, Washington trước khi được chuyển đến Sở thú Thành phố Oklahoma vào năm 2015. Con voi cái này là tâm điểm gây tranh cãi trong nhiều năm. Nó nổi tiếng là một con voi gây rắc rối do bị cho là bị lạm dụng trong quá khứ và cuộc sống thiếu thốn tại sở thú. Chính những lý do này đã khiến các nhà hoạt động bảo vệ quyền động vật như Friends of Woodland Park Zoo Elephants đấu tranh để yêu cầu trả tự do cho con voi và đưa nó đến sống tại khu bảo tồn. Theo trang web của Sở thú, Bamboo nặng 8.800 pound và là con voi có tính tò mò nhất trong số ba con voi đang sinh sống tại sở thú.

## Những năm đầu đời
Bamboo sinh ra ở Thái Lan vào tháng 11 năm 1966 và được đưa ra khỏi cuộc sống tự nhiên khi còn rất nhỏ. Nó được đưa vào Hoa Kỳ và đến Sở thú Công viên Woodland ở Seattle, Washington vào ngày 1 tháng 6 năm 1967. Bamboo sống tại Sở thú Trẻ em trong Trang trại Gia đình trước khi chuyển đến Ngôi nhà Voi cũ. Cựu giám đốc sở thú, David Hancocks, nhớ lại rằng Bamboo đã từng là một con voi vui tươi, đáng tin cậy và hợp tác, có thể đi dạo trong khuôn viên Sở thú và sử dụng toàn bộ công viên làm sân chơi của nó. Theo Hancocks, sau khi ông rời Sở thú vào năm 1984, các phương pháp quản lý khắc nghiệt mang tính kỷ luật và trói xích qua đêm đã được đưa ra áp dụng, gây hậu quả là Bamboo dần trở nên nổi tiếng là một con voi nguy hiểm và "khó tính".